# 크룹
크룹(Croup) 또는 후두기관기관지염은 상부 기도의 바이러스 감염에 의한 호흡기 질환이다. 감염에 의해 후두가 부어올라 정상적인 호흡이 곤란해지며 "개가 짖는 듯한" 기침, 천명음 (쌕쌕거리는 소리), 쉰 목소리 등의 증상이 나타난다. 경도, 중등도, 중증으로 분류되며, 밤에 심해지는 경향이 있다. 경구 스테로이드 1회 투여로 간단히 치료할 수 있으나, 심한 증상에는 에피네프린을 사용해야 하는 경우도 있다. 입원을 요하는 경우는 매우 드물다.
크룹은 보다 심각한 증상 (후두개염 또는 기도 이물 등)을 배제한 후, 임상적 증상을 근거로 진단한다. 일반적으로 혈액 검사, X-레이, 배양 검사 등은 필요하지 않다. 크룹은 흔한 질병으로 주로 6개월에서 5~6세 사이 어린이의 15%가 감염된다. 청소년과 성인에서는 드물다.

## 임상증상
크룹의 증상으로는 "개가 짖는 듯한" 기침, 천명음(대개 숨을 들이쉴 때 나는 고음의 쌕쌕거리는 소리), 쉰 목소리, 호흡곤란 등이 있으며, 이는 주로 밤에 악화된다. 개가 "짖는 듯한" 기침은 물개나 바다사자가 우는 소리와 비슷하게 들릴 수 있다. 울음은 쌕쌕거리는 증상을 악화시킨다. 쌕쌕거리는 증상은 기도가 좁아져서 생긴다. 크룹이 매우 심해지면 쌕쌕거리는 소리는 오히려 줄어들기도 한다.
다른 증상으로 일반적인 감기 증상인 열, 코감기와 숨을 들이쉴 때 갈비뼈 사이의 피부가 안으로 함몰되는 현상이 있을 수 있다. 침흘림 또는 심하게 아파 보인다면 다른 병을 생각해야 한다.

## 원인
크룹은 일반적으로 바이러스 감염으로 유발된다. 크룹을 심한 후두기관염, 연축성 크룹, 후두 디프테리아, 세균성 기도염, 후두기관기관지염, 후두기관기관지폐렴을 총칭하는 용어로 사용하거나 혼용하여 쓰기도 한다. 처음 두 질환은 가벼운 바이러스 감염증이며, 나머지 질환은 세균 감염으로 보다 심한 증상을 나타낸다.

### 바이러스성 크룹
바이러스성 크룹의 75%는 파라인플루엔자 바이러스 타입 1, 2가 일으킨다. 다른 병원체로는 인플루엔자 A, B형, 홍역, 아데노바이러스 및 호흡기 세포융합 바이러스 (RSV, respiratory syncytial virus)가 있다. 연축성 크룹(개 짖는 소리를 내는 크룹)은 급성 후두기관지염과 동일한 원인균으로 유발되지만 감염 증상(미열, 인후통, 백혈구 수 증가)를 동반하지 않는다. 그러나 치료와 치료에 대한 반응은 동일하다.

### 세균성 크룹
세균성 크룹은 후두 디프테리아, 세균성 기도염, 후두기관기관지염, 후두기관기관지폐렴으로 구분된다. 후두 디프테리아는 디프테리아균에 의한 감염증이며, 세균성 기도염, 후두기관기관지염 및 후두기관기관지폐렴은 바이러스 감염을 앓고 난 후 생기는 세균성 감염이다. 포도상구균, 폐렴구균, 헤모필루스 인플루엔자, 모락셀라 카타랄리스 등이 흔한 원인균이다.

## 병태생리
바이러스 감염으로 후두와 기관이 부어 오르고 큰 기도에 백혈구가 증가한다. 기도가 부어 오르면 호흡곤란이 일어날 수 있다.

## 진단
| 증상      | 점수 | 점수    | 점수        | 점수 | 점수    | 점수   |
| 증상      | 0    | 1       | 2           | 3    | 4       | 5      |
| --------- | ---- | ------- | ----------- | ---- | ------- | ------ |
| 흉벽 함몰 | 없음 | 경증    | 중등도      | 중증 |         |        |
| 천명음    | 없음 | 보챌 때 | 휴식 시     |      |         |        |
| 청색증    | 없음 |         |             |      | 보챌 때 | 무표정 |
| 의식 상태 | 정상 |         |             |      |         | 혼란   |
| 호흡      | 정상 | 감소    | 현저히 감소 |      |         |        |

크룹은 임상적 증상을 근거로 진단한다. 첫 단계로 상기도를 막을 수 있는 다른 질환 특히, 후두개염, 기도 이물, 성문하협착증, 혈관부종, 인두후 농양, 세균성 기도염과 감별한다.
일반적으로 경부 X-레이를 찍지 않지만, 찍었을 경우 기관이 좁아져 뾰족탑처럼 보이는 탑상 징후를 볼 수 있다. 이러한 소견은 50% 정도에서 나타난다.
혈액검사, 바이러스 배양(바이러스 검사)은 불필요하게 기도를 자극할 수 있다. 비강 흡입(코에 튜브를 삽입하여 점액을 채취) 방법으로 바이러스를 배양하여 정확한 원인을 확인할 수 있으나, 이는 주로 연구 목적으로만 쓰인다. 표준 치료로 증상이 향상되지 않으면 세균 감염 여부를 가리기 위해 추가적인 검사를 할 수 있다.
중증도
웨스틀리 점수(Westley score)로 크룹의 중증도를 평가할 수 있다. 이 방법은 임상 진료보다는 주로 연구 목적으로 사용된다. 웨스틀리 점수란 의식 상태, 청색증, 천명음, 호흡 장애, 흉벽 함몰 등 다섯 가지 항목의 총점을 가리킨다. 표의 각 항목 오른쪽 란에 점수를 주며, 총점은 0에서 17까지이다.
- 총점 2 미만: 가벼운 크룹을 의미한다. 개가 짖는 듯한 기침과 쉰 목소리가 나타나지만 휴식 시 천명음(쌕쌕거리는 소리)은 들리지 않는다.[5]
- 총점 3-5: 중등도 — 천명음 이외에 별다른 증상은 없다.[5]
- 총점 6–11: 중증'’. 뚜렷한 천명음과 함께 흉벽 함몰 증상이 나타난다.[5]
- 총점 12 이상: 호흡 부전이 생길 수 있다. 이 단계에 이르면 개가 짖는 듯한 기침과 쌕쌕거리는 증상은 사라질 수 있다.[5]

응급실을 찾는 어린이의 85%가 경미한 질병으로 진단된다. 심각한 크룹은 1% 미만으로, 매우 드물다.

## 예방
인플루엔자, 디프테리아에 대한 예방접종(백신)으로 크룹을 어느 정도 예방할 수 있다.

## 치료
크룹에 감염된 어린이를 가능한 침착하게 진정시킨다. 보통 스테로이드를 투여하며, 심각한 경우에는 에피네프린을 사용한다. 혈액 산소포화도가 92% 미만인 어린이에게는 산소를 공급하며, 심각하면 입원시켜 병의 진행을 관찰한다. 산소가 필요한 경우 얼굴 주위에 산소를 “불어 주어” 산소 마스크로 인해 어린이가 보채지 않도록 한다. 이러한 치료에도 불구하고 0.2% 미만의 환자는 기도에 튜브를 삽입하는 기도 삽관이 필요하다.

### 스테로이드
덱사메타손, 부데소나이드 등 코르티코스테로이드 투여로 효과적으로 치료된다. 투여한 후 빠르게는 6시간 후면 눈에 띄는 효과가 나타난다. 경구 투여, 비경구 투여, 흡입 등이 모두 효과가 있으나 보통 경구 투여가 선호된다. 1회 투여로 충분하며 일반적으로 상당히 안전하다고 생각된다. 덱사메타손 투여 시 0.15, 0.3, 0.6 mg/kg 용량이 모두 동등한 효과를 보인다.

### 에피네프린
중등도에서 중증의 크룹에는 분무형에피네프린(기도 확장을 유도하는 흡입형 액상제)이 도움이 된다. 에피네프린은 보통 10-30분 이내에 크룹의 중증도를 완화하며 2시간까지 효과를 유지한다. 치료 후 2-4 시간 이후까지 합병증이 없이 호전상태를 유지하면 퇴원할 수 있다.

### 기타
기타 치료 방법도 연구되었지만 근거가 불충분하다. 뜨거운 증기나 습도가 높은 공기를 들이마시는 민간 요법 자가치료이 사용되었으나 임상연구에서 효과가 증명되지 않아, 현재는 드물게 사용된다. 보통 덱스트로메토르판 및 구아이페네신(guiafenesin) 성분을 포함하고 있는 감기약 투여는 권장되지 않는다. 과거에는 호흡을 편하게 해주는 헬리옥스(헬륨과 산소의 혼합물)를 사용했으나 의학적 근거는 거의 없다. 크룹은 바이러스 감염으로 세균 감염의 동반이 의심되지 않는 한 항생제를 사용하지 않는다. 세균성 감염에는 반코마이신과 세포탁심을 권장한다. 인플루엔자 A, B형과 관련된 심한 경우에는 항바이러스제인 뉴라미니다아제 억제제를 투여할 수 있다.

## 예후
바이러스성 크룹은 단시간 지속하는 질환으로호흡 부전 및 심정지로 사망하는 경우는 드물다. 증상은 보통 이틀 이내로 호전되지만, 일주일 까지 지속될 수도 있다. 기타 흔하지 않은 합병증으로 세균성 기도염, 폐렴, 폐부종이 있다.

## 역학
어린이의 15%가 크룹을 앓는데, 연령은 주로 6개월에서 5~6세 사이이다. 이 연령에서 입원하는 경우 5%가 크룹으로 인한 것이다. 드물게 3개월이나 15세 어린이에게서도 볼 수 있다. 남아가 여아보다 50% 정도 흔하다. 크룹은 가을에 더 많이 발생한다.

## 역사
크룹라는 병명은 초기 근대 영어에서 "쉰 목소리로 울다"는 뜻의 동사 croup에서 유래한 것으로 스코틀랜드에서 처음 사용되어 18세기에 널리 퍼졌다. 디프테리아 크룹은 호머의 고대 그리스 시대에도 알려져 있었다. 1826년에 브레토노(Bretonneau)가 바이러스성 크룹과 디프테리아 크룹을 최초로 감별하였다. 프랑스에서는 바이러스성 크룹을 "가성(faux) 크룹", 디프테리아 크룹을 "크룹"이라고 부른다. 디프테리아 크룹은 효과적인예방접종이 시행된 후 거의 자취를 감추었다.